# Botanophila vicaria
Botanophila vicaria är en tvåvingeart som först beskrevs av Willi Hennig 1972.  Botanophila vicaria ingår i släktet Botanophila och familjen blomsterflugor.
Artens utbredningsområde är Italien. Inga underarter finns listade i Catalogue of Life.